# Synagoge (Ahaus)
Die Synagoge in Ahaus, einer Stadt im Kreis Borken in Nordrhein-Westfalen, wurde 1869 errichtet und 1938 zerstört.

## Geschichte
Nachdem die kleine Synagoge am Domhof, die Anfang des 19. Jahrhunderts erbaut worden war, beim Stadtbrand im Jahr 1863 zerstört wurde, konnte die jüdische Gemeinde sechs Jahre später ihr neues Gotteshaus an der Marktstraße einweihen. Die Synagoge hatte etwa 30 Plätze für Männer und weitere 30 Plätze für Frauen auf der Empore.
Im Synagogengebäude war auch ein Schulraum untergebracht und dahinter wurde später eine Mikwe gebaut.

### Zeit des Nationalsozialismus
Im Jahr 1934 verübten Jugendliche einen Sprengstoffanschlag auf die Synagoge, der im Inneren erheblichen Sachschaden verursachte.
Während der Novemberpogrome 1938 wurde die Synagoge mitsamt der Nebengebäude durch Brandstiftung zerstört. Das Grundstück mit der Synagogenruine wurde 1939 an einen Kaufmann aus Epe verkauft, der sie abreißen ließ.

## Gedenken
Im Jahr 1987 wurde eine Bronzetafel am einstigen Standort der Ahauser Synagoge angebracht. Diese wurde 2019 durch eine neue Tafel mit geänderter Beschriftung ersetzt.